# Arantia excelsior
Arantia excelsior är en insektsart som beskrevs av Karsch 1889. Arantia excelsior ingår i släktet Arantia och familjen vårtbitare. Inga underarter finns listade i Catalogue of Life.